# Josef Smrtka
Josef Smrtka (18. května 1858 Borohrádek – 13. srpna 1935 Praha-Břevnov) byl český a československý učitel, teoretik pedagogiky a politik; člen České strany radikálně pokrokové, meziválečný poslanec Revolučního národního shromáždění za Republikánskou stranu československého venkova (od roku 1922 Republikánská strana zemědělského a malorolnického lidu). Později byl senátorem Národního shromáždění ČSR.

## Biografie
Pocházel z obchodnické rodiny. Vyučil se zámečníkem, chodil na průmyslovou školu ve Vídni a krátce pracoval jako strojvedoucí. Ve věku 20 let začal studovat na učitelském ústavu v Kutné Hoře. Zde začal poprvé literárně tvořit, vydával studentský časopis. Po dostudování nastoupil v roce 1882 do školy v Malé Čermné. Angažoval se v učitelských spolcích. Po třech letech byl přeložen do Rychnova nad Kněžnou. Krátce učil v Častolovicích a Javornici. Nejdéle pak vytrval jako učitel ve Velké Čermné. Byl i pedagogickým teoretikem a rozvíjel nové metody výuky. Publikoval studie v profesních časopisech jako Paedagogium, Posel z Budče, Komenský, Česká škola, Pedagogické rozhledy a Učitelské noviny. Mimo jiné zde inicioval polemiku o nevhodnosti označení podučitel. Toto profesní označení bylo pak skutečně zrušeno. Smrtka také navrhl zavést nový název učebního předmětu - prvouka, která ale znamenala výuku mateřského jazyka pomocí seznamování se s věcmi a jevy, které obklopují žáky. Začal taky roku 1897 vydávat nový časopis Škola našeho venkova (redigoval ho od roku 1897 až do roku 1919). Zde se soustřeďoval na zlepšení stavu venkovských škol. Byl funkcionářem Zemského ústředního spolku učitelských jednot v Čechách. Tuto funkci zastával po řadu let. Kromě toho byl předsedou Sdružení učitelstva národních škol.
Koncem 19. století se angažoval v České straně radikálně pokrokové. Spolupodílel se na formulování jejího programu v oblasti školství. Později přešel do agrární strany. V dubnu 1918 vyzval ve veřejném manifestu české učitele, aby se začali více politicky angažovat a vstoupili do politických stran.
Od roku 1918 zasedal v Revolučním národním shromáždění. Byl profesí řídící učitel. V parlamentních volbách v roce 1920 získal za agrárníky senátorské křeslo v Národním shromáždění. V senátu setrval do roku 1925. Jako člen parlamentu se zasloužil o přijetí paritního zákona, o zřízení učitelské záložny Vzájemné pomoci, Studentského útulku a dalších hospodářských organizací učitelského stavu.
Dále se angažoval v pedagogické osvětě a vydával ještě několik let časopis Škola našeho venkova. Zemřel v srpnu 1935. Přesné datum smrti ve zdrojích kolísá (uváděn je i 14. srpen), ale podle dobového tisku k úmrtí došlo 13. srpna o půl páté ráno. Zemřel ve svém bytě v Praze-Břevnově.